# 新墩站
新墩站是一个汉丹铁路上的铁路车站，位于湖北省武汉市硚口区新墩一村，建于1958年，目前为三等站，邮政编码为430039。目前客运：办理旅客乘降；行李、包裹托运；货运：办理整车、零担货物发到。
宁蓉线、汉丹线上下行正线自外向内外包车站。车站东咽喉自西向东分别为：宁蓉上行线、汉丹上行线、汉西上行联络线、汉丹上行货线、汉丹下行货线、汉西下行联络线、汉丹下行线、宁蓉下行线。